# 佐兰·斯拉夫尼奇
佐兰·斯拉夫尼奇（羅馬化：Zoran Slavnić，1949年10月26日—），塞尔维亚男子篮球运动员。他曾代表南斯拉夫国家队参加1976年和1980年夏季奥林匹克运动会篮球比赛，获得一枚金牌和一枚银牌。